# Isola di Turtle
L'Isola di Turtle (in inglese Turtle Island) è una piccolissima isola situata nel Lago Erie che è divisa a metà dal confine tra i due Stati statunitensi dell'Ohio e del Michigan. I confini sono stati stabiliti durante la Guerra di Toledo, poco prima di ottenere la pace. L'isola, si trova a 8 chilometri di distanza dalla costa della Baia di Maumee, a nordest della foce dell'omonimo fiume, che sfocia ad estuario nella città di Toledo, in Ohio. Sull'isola è stata costruita un'abitazione ed è anche presente un faro in rovina.
L'isola è chiamata così in onore del nativo americano Piccola Tartaruga, uno dei leader della Tribù di Miami, che aveva combattuto nella Guerra Indiana Nordoccidentale tra il 1785 e il 1795. Sull'isola è stata costruita una piccola fortezza nel 1794, ma, nel 1827, la sua superficie di 2,7 chilometri quadrati fu venduta e messa all'asta a Monroe (Michigan). L'isola venne vinta da Edward Bissell. Comunque, il Governo Federale statunitense riacquistò l'isola il 21 maggio 1831 e vi costruì un faro come aiuto per i navigatori diretti verso Toledo e come rifugio. L'isola, a quel tempo, era ormai già stata ridotta a 0,6 chilometri quadrati a casa della sua recente erosione. Diversamente da molte isole situate nei Grandi Laghi, che sono tipicamente rocciose, l'Isola di Turtle è principalmente composta da ghiaia e argilla.
Nel maggio 2008 venne fatta la richiesta dagli abitanti della Contea di Monroe, la più vicina all'isola, di demolire gli edifici che vi erano stati costruiti senza il consenso del Governo. Una squadra edile diretta da Keith Fifer iniziò la costruzione di questi edifici negli inizi del 2002. Tre cabine e due baracche furono costruite senza l'approvazione delle autorità locali. La Corte suprema del Michigan intralciò il lavoro di Keith Fifer e del suo delegato Chris Bodi, i quali fallirono nella loro impresa di urbanizzare la piccolissima Isola di Turtle.